# Saíra-sapucaia

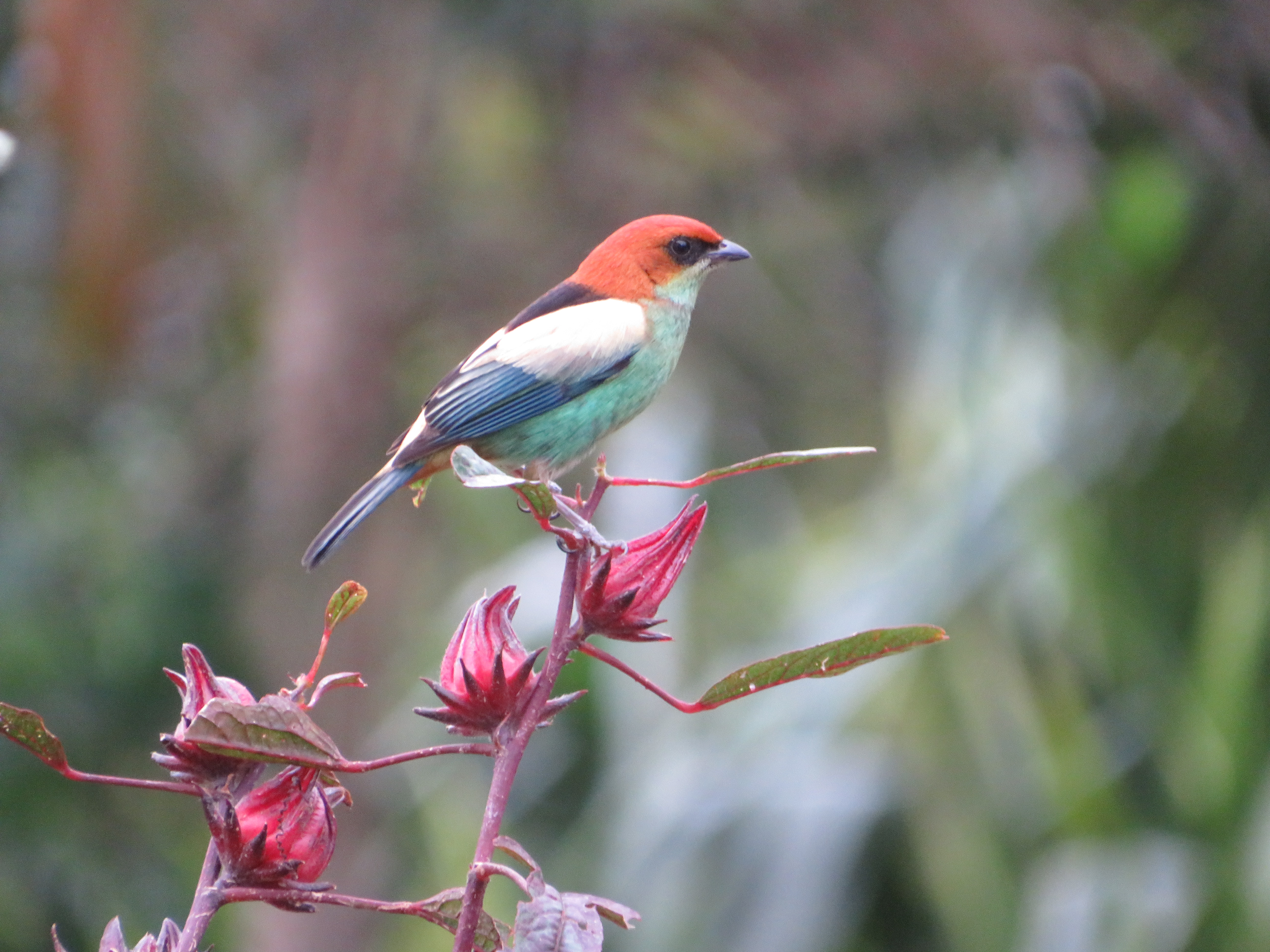
Saíra-sapucaia em Maresias - São Sebastião SP

O saíra-sapucaia (Stilpnia peruviana) é um traupíneo endêmico à faixa costeira do sudeste brasileiro. Embora para alguns autores seja coespecífico com Tangara preciosa, a maior parte da literatura considera as duas formas como espécies distintas. É habitante das restingas, de matas primárias e secundárias. Existem também registros para cidades e parques urbanos (Curitiba, São Paulo e Rio de Janeiro). Em sua etimologia, a saíra-sapucaia seria uma saíra que grita (do verbo tupi sapukai, gritar)